# Lebak Pering
Lebak Pering is een bestuurslaag in het regentschap Ogan Ilir van de provincie Zuid-Sumatra, Indonesië. Lebak Pering telt 791 inwoners (volkstelling 2010).